# Paul Kray von Krajova und Topollya
Paul Kray svobodný pán von Krajova und Topollya, maďarsky též Pál Kray (5. února 1735 Kežmarok – 19. ledna 1804 Pešť) byl rakouský vojevůdce a polní zbrojmistr.

## Biografie
Narodil se do rodiny vojenského kapitána. Již od mala se vojensky vzdělával, v 18 letech nastoupil jako kadet k pěšímu pluku č. 31. Účastnil se bojů sedmileté války. V roce 1778 byl nejprve povýšen do hodnosti majora a v následujících letech podplukovníka 2. pluku szekelských hraničářů, později plukovníka 1. pluku valašských hraničářů. Během rakousko-turecké války podnikal hluboké nájezdy do tureckého postavení. Roku 1790 byl povýšen do hodnosti generálmajora a získal Vojenský řád Marie Terezie. S řádem se pojil i šlechtický titul svobodného pána, predikát von Krajova získal díky jednomu ze svých nájezdů na toto dnes rumunské území.
V roce 1793 byl poslán do Rakouského Nizozemí, kde se měl utkat s francouzskými revolučními armádami. Dne 30. října 1793 obsadil město Marchiennes, kde se mu vzdalo pět praporů nepřítele. Velel v bitvách u Famars, Courtrai a Meninu, za což obdržel komandérský kříž tereziánského řádu. V letech 1794 a 1795 bojoval u Charleroi, Landrecy a Fleurus. V roce 1796 již jako podmaršálek, byl ve službách arcivévody Karla Rakouského v Německu. Příštího roku se kvůli obvinění z velitelské neschopnosti dostal spolu s podmaršálkem Franz von Werneckem před vojenský soud, avšak po dvoutýdenní vazbě byl osvobozen.
Za tzv. války druhé koalice byl roku 1799 pověřen velením v Itálii. V bitvě u Magnana drtivě porazil francouzského generála Louise Schérera, za což byl povýšen do hodnosti polního zbrojmistra. Poté oblehl a dobyl Mantovu. Následně převzal od arcivévody Karla velení nad armádou v jižním Německu, se kterou měl zastavit francouzský postup k Vídni. Byl poražen v bitvách u Engenu a Mosskirchu. Navíc se dostal do rozporu s Dvorní válečnou radou a po uzavření Parsdorfského příměří byl odvolán, proto odešel do výslužby.